# 亞斯尼西卡
49°55′40″N 23°51′53″E / 49.92778°N 23.86472°E
亞斯尼西卡（烏克蘭語：Ясниська），是烏克蘭的村落，位於該國西部利沃夫州，由亞沃里夫區負責管轄，始建於1454年，面積0.15平方公里，海拔高度314米，人口700，人口密度每平方公里4,915.58人。